# Большой Бор (Фралёвское сельское поселение)
Большой Бор (карел. Šuuri Boru) — деревня в Бежецком районе Тверской области. Входит в состав Фралёвского сельского поселения.

## География
Находится в восточной части Тверской области на расстоянии приблизительно 4км по прямой на запад-северо-запад от районного центра города Бежецк на восточном берегу озера Равленское.

## История
Деревня была отмечена еще на карте конца XVIII века. В 1859 году здесь (деревня Бежецкого уезда Тверской губернии) было учтено 12 дворов, в 1978 — 14.

## Население
Численность населения: 85 человек (1859 год), 4 (русские 100 %) в 2002 году, 1 в 2010.